# Dejan Marković (football, 1975)
Pour les articles homonymes, voir Dejan Marković et Marković.
Dejan Marković, né le 21 avril 1975, est un footballeur suisse. Il évoluait au poste de milieu de terrain.

## Carrière
Dejan Marković fait ses débuts en Ligue nationale B avec le FC Wettingen au cours de la saison 1992-1993. À la suite de la faillite du club argovien, Marković rejoint l’autre club phare du canton, le FC Aarau, qui évolue alors en Ligue nationale A et devient international espoir suisse. Au cours de la saison 1996-1997, il est prêté par les Argoviens au Yverdon-Sport FC, en LNB. En 2000, il rejoint le SC YF Juventus, qui milite alors en première ligue (troisième division). Après deux saisons avec le club zurichois, il retrouve la deuxième division suisse en s’engageant avec le FC Wohlen. Il reste trois saisons avec le club argovien, avant de rejoindre le FC Baden, toujours en LNB. Marković ne reste qu’une saison dans ce club, avant de rejoindre le FC Wangen bei Olten, en première ligue. Il met fin à sa carrière au terme de la saison 2006-2007.